# John Limniatis
John Limniatis (en griego: Ιωάννης "Τζον" Λημνιάτης; Atenas, Grecia, 24 de junio de 1967) es un exfutbolista y entrenador de fútbol de Canadá nacido en Grecia que jugaba en la posición de centrocampista.

## Carrera

### Club
| Periodo   | Club                     | Apariciones | Goles |
| --------- | ------------------------ | ----------- | ----- |
| 1987–1988 | Ottawa Pioneers/Intrepid | 28          | 0     |
| 1988–1992 | Aris Thessaloniki FC     | 94          | 1     |
| 1992–1993 | Panetolikos              | 20          | 0     |
| 1993–1998 | Montreal Impact          | 126         | 2     |
| 1999      | Charleston Battery       | 25          | 0     |
| 2000–2001 | Montreal Impact          | 24          | 0     |

### Selección nacional
Limniatis debutó con Canadá en septiembre de 1987 en un partido amistoso ante El Salvador, Jugó 44 partidos internacionales y anotó un gol en la Copa de Oro de la Concacaf 1991 en la victoria por 3-2 ante Jamaica. Jugó 8 partidos clasificatorios a la Copa Mundial de Fútbol en tres eliminatorias fallidas.
Su último partido internacional fue en marzo de 1997 ante Estados Unidos por la Clasificación de Concacaf para la Copa Mundial de Fútbol de 1998.

### Entrenador
| Periodo   | Club            |
| --------- | --------------- |
| 2008-2009 | Montreal Impact |